# (388) Caribdis
(388) Caribdis es un asteroide perteneciente al cinturón de asteroides descubierto el 7 de marzo de 1894 por Auguste Honoré Charlois desde el observatorio de Niza, Francia.
Está nombrado por Caribdis, un monstruo de la mitología griega.

## Características orbitales
Caribdis está situado a una distancia media del Sol de 3,004 ua, pudiendo alejarse hasta 3,198 ua. Tiene una excentricidad de 0,06463 y una inclinación orbital de 6,446°. Emplea 1901 días en completar una órbita alrededor del Sol.